# 天保町
天保町（てんぽうちょう）は、かつて大阪府西成郡に存在した町である。現在の大阪市港区の一部にあたる。

## 歴史
町名は天保山が存在することによる。

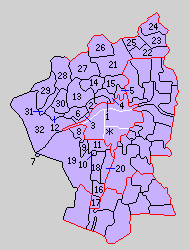
7が天保町。

- 1871年（明治4年）- 西成郡の町として発足する。
- 1879年（明治12年）2月10日 - 郡区町村編制法が大阪府で施行されたことに伴い、正式に西成郡の町となる。天保町は第4大区第6小区の一部となる[1]。
- 1889年（明治22年）4月1日 - 大阪府における町村制の施行に伴い、行政区画としての西成郡天保町が発足する。
- 1897年（明治30年）4月1日 - 大阪市が第一次市域拡張を実施したことに伴い、天保町は全域が大阪市西区に編入され、消滅した。
- 1925年（大正14年）4月1日 - 大阪市が第二次市域拡張を実施したことに伴い、西区から港区が分立。旧天保町の町域は全域が港区となった。

## 地理
大阪港の一部が町内に存在し、川南村から安治川海港街道が延びていた。また、官設の天保山灯台、2万2000坪以上の総面積を誇る砲台が設置されていた。

## 行政
憲兵管区では第4管区に属しており、警察署は大阪府曽根崎警察署の三軒家分署の管轄であった。82番地には安治川水上警察署の派出所があった。